# 伊胡龙贝大区
伊胡龙贝大区是馬達加斯加的23個大區之一，位於該國南部，北臨上馬齊亞特拉大區，東毗阿齐穆-阿齐纳纳纳大区，南接阿諾西大區，西鄰阿齐穆-安德雷法纳大区，首府是伊胡西，下分3縣，面積为26,391平方公里，2004年人口約189,200。
1. ↑   (PDF). Institut National de la Statistique Madagascar.   [May 23, 2020]. （原始内容 (PDF)存档于November 18, 2020）.
2. ↑  . hdi.globaldatalab.org.   [2018-09-13]. （原始内容存档于2018-09-23） （英语）.